# 이치조촌
이치조촌(一条村)은 야마가타현 아쿠미군에 있던 촌이다. 현재의 사카타시에 해당한다.

## 역사
- 1889년 4월 1일 - 정촌제 시행에 수반해 이치조촌이 성립하였다.
- 1919년 5월 1일 - 기타히라타촌, 우에다촌, 모토타테촌의 경계를 변경하였다.
- 1920년 2월 17일 - 기타히라타촌, 나카히라다촌, 히가시히라다촌의 경계를 변경하였다.
- 1954년 10월 1일 - 간논지촌, 오사와촌, 닛코촌과 합병, 정으로 승격해 야와타정이 되어 소멸하였다.

## 참고문헌
- 『市町村名変遷辞典』東京堂出版、1990年。